# Myrtis (poétesse)
Pour les articles homonymes, voir Myrtis.
Myrtis (en grec ancien Μυρτίς, « myrte ») est une poétesse grecque antique ayant vécu au VIe siècle av. J.-C.

## Biographie
Née en Béotie, citoyenne d'Anthédon selon Plutarque, elle se consacre à la poésie lyrique. L'Anthologie palatine la compte au nombre des neuf Muses lyriques et loue sa « douceur de miel ». La tradition veut qu'elle ait été le maître de Corinne et de Pindare, deux des principaux représentants de la poésie lyrique à l'époque archaïque, également originaires de Béotie. Un fragment d'un poème de Corinne reproche à Myrtis d'avoir rivalisé avec Pindare, jugé meilleur poète qu'elle. Les chercheurs contemporains ne savent pas avec certitude si Myrtis a réellement vécu au temps de Pindare, ou au temps de Corinne, ou bien entre les deux : Pierre Guillon, dans un article, pense qu'elle a vécu plutôt au temps de Corinne et que celle-ci met en scène une rivalité malheureuse de Myrtis contre Pindare en raison des divergences entre ces auteurs dans la conception de la poésie lyrique.
Plusieurs statues étaient consacrées à Myrtis en Grèce, dont une en bronze par Boïscos, selon Tatien.
Aucun poème de Myrtis ne nous est parvenu. Nous connaissons indirectement l'un d'eux, consacré à la passion d'Ochné pour Eunostos, par un résumé qu'en fait Plutarque.

## Postérité

### Art contemporain
- Myrtis figure parmi les 1 038 femmes référencées dans l'œuvre d’art contemporain The Dinner Party (1979) de Judy Chicago. Son nom y est associé à Sappho[8],[9].